# Salter Path (Carolina del Norte)
Salter Path es  un área no incorporada ubicada del condado de Carteret en el estado estadounidense de Carolina del Norte.